# Kamyshin
Kamyshin (tiếng Nga: Камышин) là một thành phố Nga. Thành phố này thuộc chủ thể Volgograd Oblast. Thành phố tọa lạ ở hữu ngạn hồ chứa Volgograd của sông Volga, trong lưu vực của sông Kamyshinka., có dân số 127.891 người (theo điều tra dân số năm 2002). Đây là thành phố lớn thứ 129 của Nga theo dân số năm 2002. Dân số qua các thời kỳ: 119,924 (Điều tra dân số 2010);  127,891 (Điều tra dân số 2002); 122,463 (Điều tra dân số năm 1989); 101,000 (1972); 24,000 (1939).
Kamyshin được thành lập năm 1667 trên tả ngạn của sông Kamyshinka. Năm 1710, tất cả các cư dân của nó đã được chuyển tới các pháo đài trên bờ đối diện của sông. Khu định cư này được đặt tên là Dmitriyevsk. Trong năm 1780, tên đã được thay đổi thành Kamyshin và nó đã được cấp tình trạng thị trấn. Trong thế kỷ 19, Kamyshin trở thành một thành phố kinh doanh với các xưởng cưa và cối xay gió. Đó là trước đây nổi tiếng với thương mại dưa hấu của nó. Alexey Maresyev, một phi công ace Nga, sinh ra trong Kamyshin.
Câu lạc bộ bóng đá Tekstilshchik Kamyshin chơi hạng hai của Nga, tuy nhiên, năm 1992-1996, các câu lạc bộ chơi ở nhóm trên cùng của hiệp hội bóng đá Nga, đạt được vị trí thứ tư vào năm 1993. Tiếp theo đó là các chiến dịch ở UEFA Cup, nơi Tekstilshchik đến vòng thứ hai.
Gần Kamyshin, có là một cột truyền hình cao 330 mét, là công trình cao nhất tỉnh.